# Залген
Залген (њем. Salgen) општина је у њемачкој савезној држави Баварска. Једно је од 52 општинска средишта округа Унтералгој. Према процјени из 2010. у општини је живјело 1.430 становника. Посједује регионалну шифру (AGS) 9778190.

## Географски и демографски подаци
Залген се налази у савезној држави Баварска у округу Унтералгој. Општина се налази на надморској висини од 558 метара. Површина општине износи 23,3 km². У самом мјесту је, према процјени из 2010. године, живјело 1.430 становника. Просјечна густина становништва износи 61 становника/km².